# ساتاکه یوشیماسا
ساتاکه یوشیماسا (به ژاپنی: 佐竹 義政 さたけ よしまさ); تولد نامشخص – ۲۹ نوامبر ۱۱۸۰) سامورایی پسر ساتاکه ماسایوشی اهل ژاپن بود.